# باشگاه والیبال اجزاجی‌باشی
باشگاه والیبال اجزاجی‌باشی ویترا (انگلیسی: Eczacıbaşı VitrA) باشگاه والیبال زنان مستقر در استانبول است. این تیم زیر نظر اجزاجی‌باشی هولدینگ فعالیت می‌کند. اجزاجیباشی با ۲۸ قهرمانی در لیگ والیبال زنان ترکیه موفق‌ترین تیم ترکیه است.